# Antonio Abadía
Antonio Abadía Beci (Saragozza, 2 luglio 1990) è un mezzofondista spagnolo.

## Palmarès
| Anno | Manifestazione          | Sede           | Evento        | Risultato | Prestazione | Note                          |
| ---- | ----------------------- | -------------- | ------------- | --------- | ----------- | ----------------------------- |
| 2009 | Europei juniores        | Novi Sad       | 3000 m siepi  | Oro       | 8'47"45     |                               |
| 2014 | Europei indoor          | Sopot          | 3000 m piani  | Batteria  | 7'46"34     | Miglior prestazione personale |
| 2014 | Europei                 | Zurigo         | 5000 m piani  | 8º        | 14'11"89    |                               |
| 2016 | Europei                 | Amsterdam      | 10000 m piani | Bronzo    | 28'26"07    |                               |
| 2016 | Giochi olimpici         | Rio de Janeiro | 5000 m piani  | Batteria  | 14'33"20    |                               |
| 2018 | Giochi del Mediterraneo | Tarragona      | 5000 m piani  | 4º        | 13'56"74    |                               |
| 2018 | Europei                 | Berlino        | 5000 m piani  | 13º       | 13'34"25    |                               |

## Altre competizioni internazionali
2013
- Oro Volta à cidade do Funchal ( Funchal)

2016
- Oro Volta à cidade do Funchal ( Funchal)

2017
- Oro in Coppa Europa dei 10000 metri ( Minsk) - 28'31"16
- Bronzo alla San Silvestre Vallecana ( Madrid) - 28'24"

2018
- 10º in Coppa Europa dei 10000 metri ( Londra) - 28'20"45
- 20º alla Mezza maratona di Valencia ( Valencia) - 1h01'15"
- 7º alla San Silvestre Vallecana ( Madrid) - 28'16"
- Oro Volta à cidade do Funchal ( Funchal)

2019
- 19º in Coppa Europa dei 10000 metri ( Londra) - 28'42"12
- Bronzo alla Great Manchester Run ( Manchester) - 28'39"